# Ulrich Braukmann
Ulrich Braukmann (* 6. April 1959 in Willich) ist Universitätsprofessor an der Schumpeter School of Business and Economics der Bergischen Universität Wuppertal. In der Schumpeter School leitet er das Institut für Gründungs- und Innovationsforschung und ist zugleich Inhaber des Lehrstuhls für Wirtschaftspädagogik, Gründungspädagogik und Gründungsdidaktik.

## Biografie
Ulrich Braukmann studierte Wirtschaftswissenschaften (inklusive Wirtschaftspädagogik), Sport- und Sozialwissenschaften an der Universität zu Köln, der Sporthochschule Köln und der London School of Economics and Political Science. Er promovierte an der Wirtschafts- und Sozialwissenschaftlichen Fakultät der Universität zu Köln und habilitierte im Jahr 1997 bei Peter F. E. Sloane an der wirtschaftswissenschaftlichen Fakultät der Friedrich-Schiller-Universität in Jena. Nach vier  Rufen an die wirtschaftswissenschaftlichen Fachbereiche der Universitäten Wuppertal, Stuttgart-Hohenheim und  Leipzig übernahm er an der Schumpeter School of Business and Economics der Bergischen Universität Wuppertal den neu geschaffenen Lehrstuhl für Wirtschaftspädagogik, Gründungspädagogik und Gründungsdidaktik und gründete mit dem Rektor der Bergischen Universität Wuppertal, Lambert T. Koch, das (von beiden Professoren auch gemeinsam geleitete) Institut für Gründungs- und Innovationsforschung (IGIF).
Ein aktueller Arbeits- und Forschungsschwerpunkt liegt im Bereich der integrativen Innovations- und Gründungsförderung. Interessensschwerpunkte sind jedoch auch: Entrepreneurship Education, unternehmerische Karriereentwicklung, Management Development sowie die Entwicklung unternehmerischer Persönlichkeit und Organisationen.

## Werke (Auswahl)
- Braukmann, Ulrich: Makrodidaktisches Weiterbildungsmanagement, Köln 1993.
- Braukmann, Ulrich: »Entrepreneurship Education« an Hochschulen – Der Wuppertaler Ansatz einer wirtschaftspädagogisch fundierten Förderung der Unternehmensgründung aus Hochschulen. In: Weber, Birgit (Hrsg.): Kultur der Selbständigkeit in der Lehrerausbildung, Bergisch Gladbach 2002, S. 47–98.
- Braukmann, Ulrich/Schneider, Daniel: Implikationen der Gründungspädagogik und -didaktik für das Controlling ambitionierter Entwicklungsmaßnahmen. In: Pütz, Markus/Böth, Thorsten/Arendt, Volker (Hrsg.): Controllingbeiträge im Spannungsfeld offener Problemstrukturen und betriebspolitischer Herausforderungen – Festschrift für Winfried Matthes, Köln/Lohmar 2008, S. 197–262.
- Baumann, Wolfgang/Braukmann, Ulrich/Matthes, Winfried (Hrsg.): Innovation und Internationalisierung, Wiesbaden 2010.